# Rio Colţul Scris
O Rio Colţul Scris é um rio da Romênia, afluente do Râul Mare, localizado no distrito de Braşov.